# Benthochromis
Benthochromis – rodzaj słodkowodnych ryb okoniokształtnych z rodziny pielęgnicowatych (Cichlidae). Przez Maxa Polla został zaliczony do plemienia Limnochromini, ale w wyniku późniejszych badań wyodrębniony do monotypowego plemienia Benthochromini.
Pielęgnice z tego rodzaju są pyszczakami. Opiekę nad potomstwem podejmuje samica.

## Występowanie
Gatunki endemiczne jeziora Tanganika w Afryce Wschodniej.

## Klasyfikacja
Gatunki zaliczane do tego rodzaju:
- Benthochromis horii
- Benthochromis melanoides
- Benthochromis tricoti